# Кубилюнас, Пятрас
Пятрас Кубилюнас (лит. Petras Kubiliūnas; до принятия литовского гражданства — Петр Павлович Кубилюнас; 16 мая 1894 — 22 августа 1946) — литовский генерал. В 1929—1934 годах начальник Генштаба литовской армии. В 1942—1944 годах — коллаборационист, руководитель т. н. «Доверительного совета» (Vertrauensrat) при немецкой оккупационной администрации Генерального округа Литва (Рейхскомиссариат Остланд).

## Биография
Обучался в гимназии в Риге. Окончил Виленское пехотное юнкерское училище в 1914 году. Высочайшим приказом от 1 декабря 1914 года был произведён из юнкеров в прапорщики с зачислением по армейской пехоте. Участник Первой Мировой Войны, воевал в Русской императорской армии в составе 2-го Рижского латышского стрелкового батальона. 24 марта 1916 года был произведён в подпоручики, 2 сентября того же года — в поручики. Приказом Временного правительства от 1 августа 1917 года произведён в капитаны.
В августе 1919 был мобилизован в литовскую армию, участвовал в Литовско-советской войне до декабря 1919. Был командиром батальона, затем зам. командира пехотного полка.
После Гражданской Войны до 1934 г. — в Литовской армии. C 1929 — генерал-лейтенант, командующий генеральным штабом литовской армии.
Участник неудачной попытки военного переворота в 1934 г. Приговорён к смертной казни, заменённой длительным тюремным заключением. Помилован и освобождён в 1937 г.
В 1940 г., после присоединения Литвы к СССР, снова попал в тюрьму, на этот раз НКВД. Выпущен немцами после захвата Литвы.
В годы Второй мировой войны с 22 августа 1941 (формально с марта 1942) по июль 1944 возглавлял «Доверительный совет» (Vertrauensrat) при немецкой оккупационной администрации Генерального округа Литва (Рейхскомиссариат Остланд). Бежал в Германию, в 1945 похищен советским агентом Александром Славиным (Славинасом) из Британской зоны оккупации Германии, казнён в Москве 22 августа 1946 года.